# Vasaparken, Göteborg

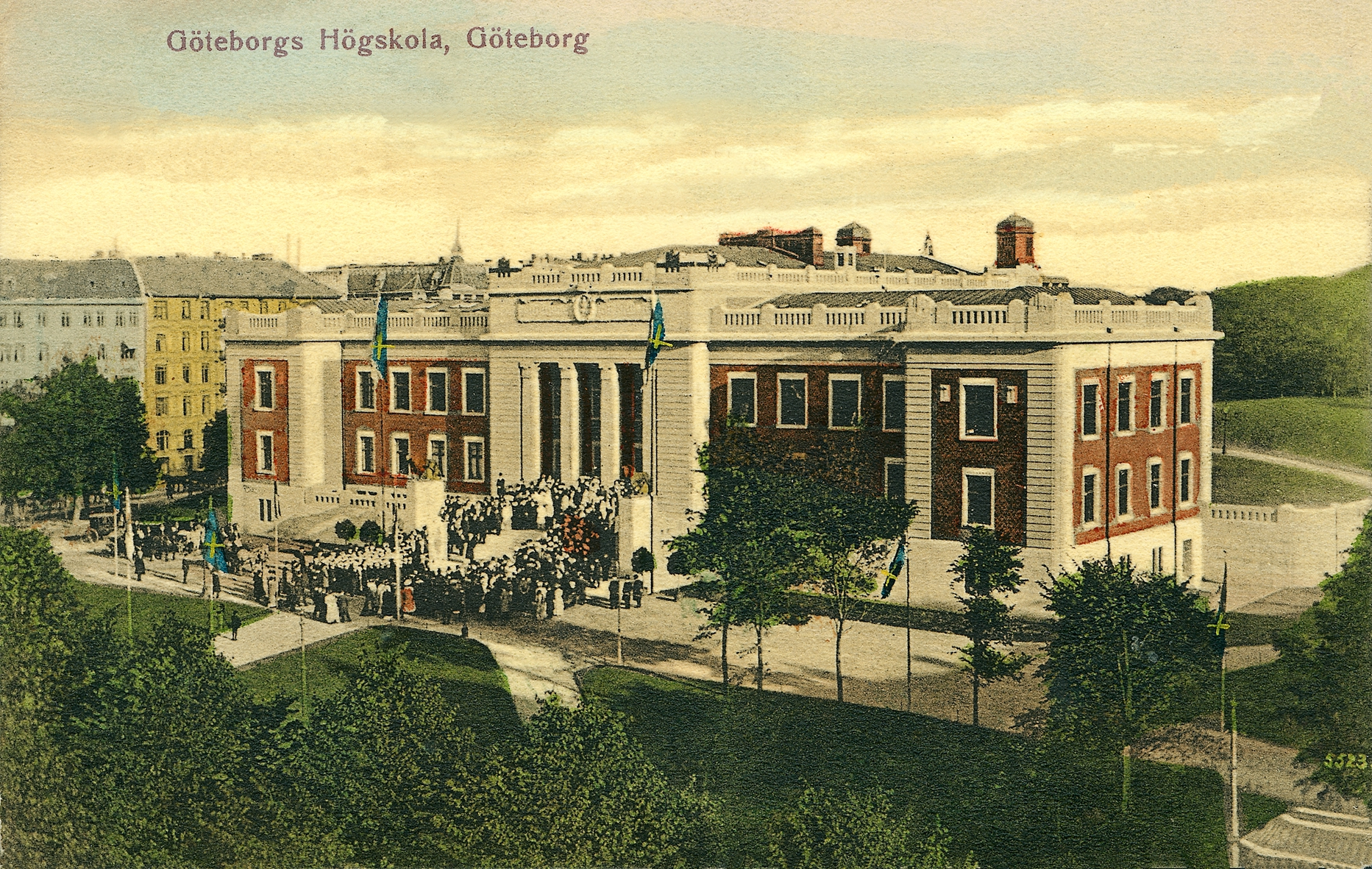
Universitetsbyggnaden,invigd 1907 som Göteborgs högskola, med Vasaparken skymtande till höger.

Vasaparken är en park i stadsdelen Lorensberg i Göteborg.
Parken upptar ett kvarter och ligger i en sluttning från Vasagatan i norr upp till Engelbrektsgatan i söder. I öster avgränsas parken av Götabergsgatan och i väster av Aschebergsgatan. 
I parkens norra del ligger Göteborgs universitets huvudbyggnad som vetter mot Vasaplatsen. Vasaplatsen är en kilformad parkliknande plats som är som bredast uppe mot Vasaparken. Parken skiljs från platsen av Vasagatan. Söder om parken och Engelbrektsgatan ligger  Vasakyrkan och Studenternas Hus i en parkliknande omgivning som fortsätter upp till Hvitfeldtska gymnasiet.
Ett tidigare slumkvarter som kallades Skojarbacken revs för att ge plats för Vasaparken och Vasakyrkans plan. Ordet skojare syftade på att det i detta område bodde bluffmakare, lönnkrögare, dagdrivare, lumpsamlare och spågummor. Vilt leverne hade präglat platsen. Vasaparken färdigställdes 1892 till en kostnad av 10 525 kronor, men invigdes först 1908 efter att den nuvarande universitetsbyggnaden  färdigställts. I den nyanlagda parken kom barn både från den välbärgade Vasastan och från Landalas arbetarkvarter att leka.
Vasaparken omnämns i Nationalteaterns Bängen trålar.